# Kolekcja Ismara Littmanna
Kolekcja Ismara Littmanna – kolekcja dzieł sztuki należąca do niemieckiego prawnika pochodzenia żydowskiego Ismara Littmanna. 
Autorami obrazów i grafik byli współcześni wówczas artyści m.in. Max Pechstein, Erich Heckel, Max Liebermann, Käthe Kollwitz, Lucien Adrion, Otto Mueller, George Grosz, Emil Nolde, Oskar Kokoschka, Heinrich Tischler oraz Isidor Ascheim. W skład kolekcji wchodziło ok. 600 prac Lovisa Corintha, którego twórczość Ismar Littmann bardzo sobie cenił. 

## Historia kolekcji

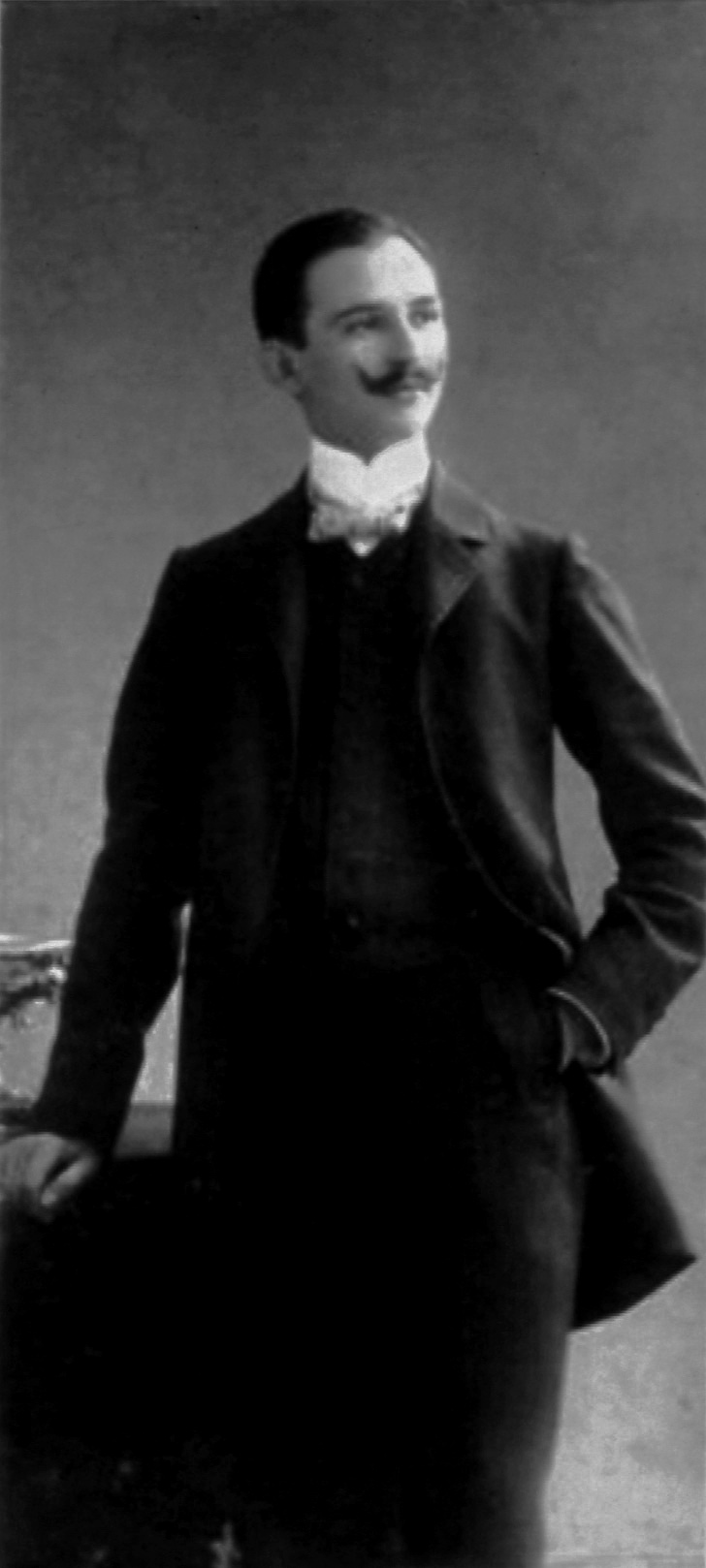
Ismar Littmann (1910)

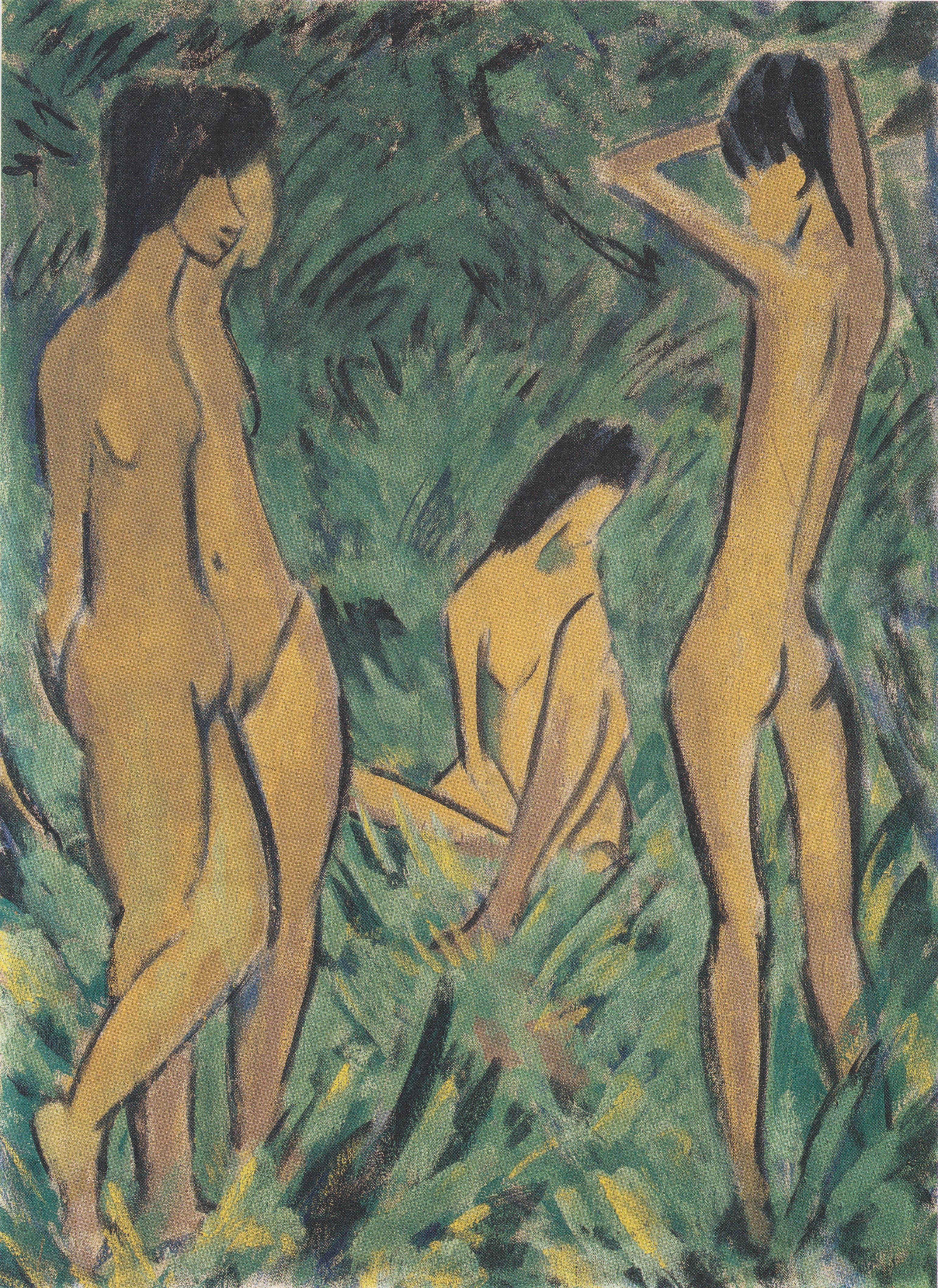
Otto Mueller "Chłopiec stojący przed dwoma dziewczętami stojącymi i jedną siedzącą"

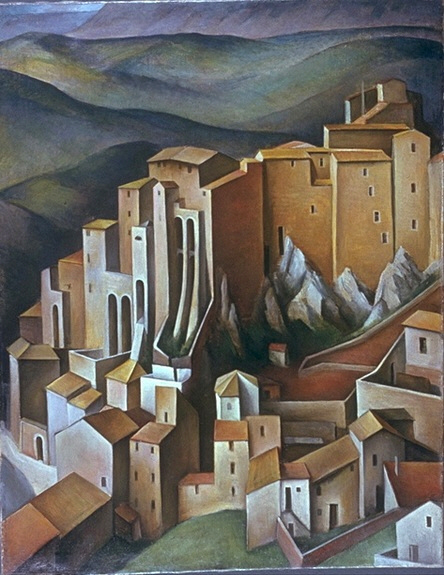
Alexander Kanoldt "Olevano"

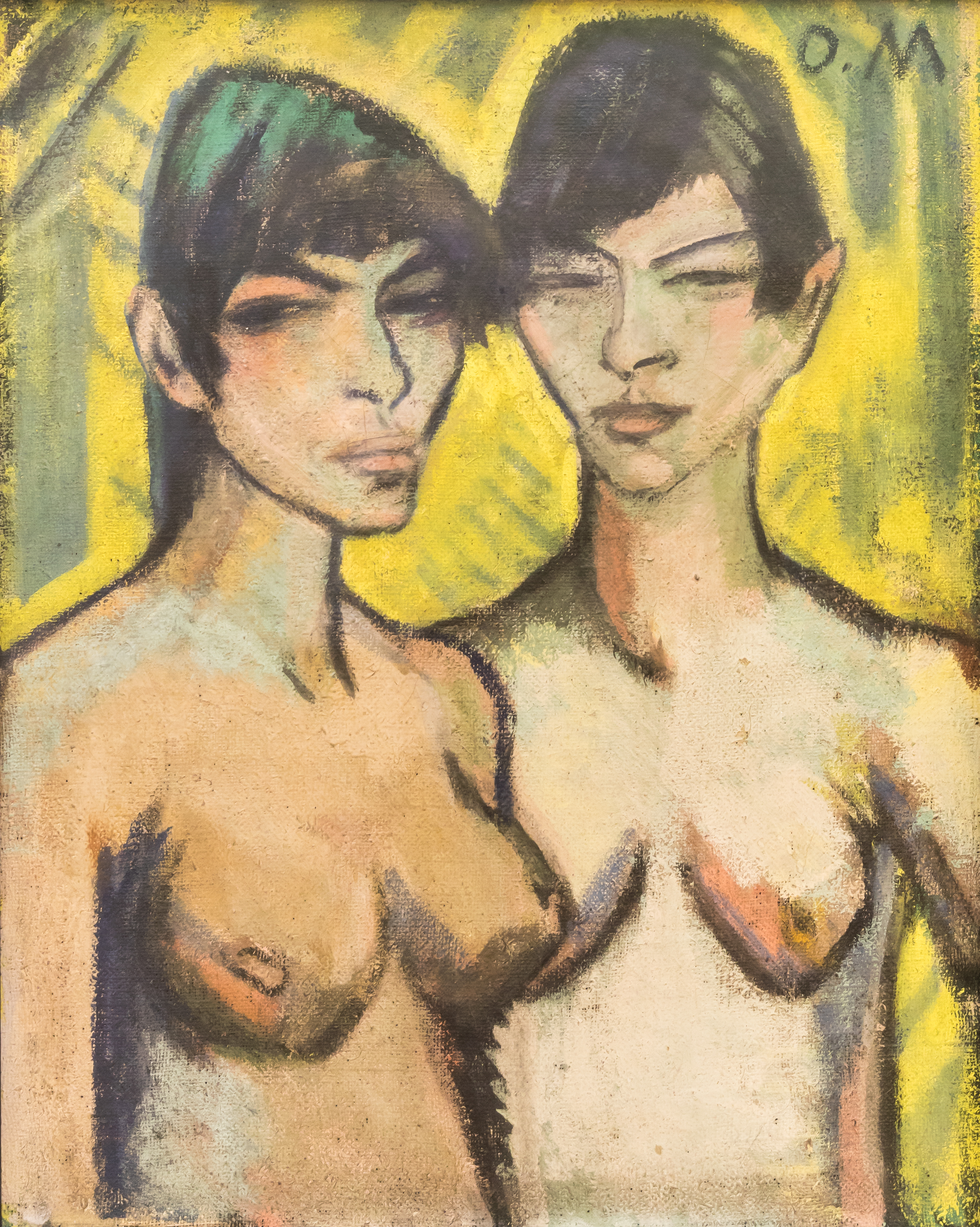
Otto Mueller "Popiersia dwóch nagich kobiet"

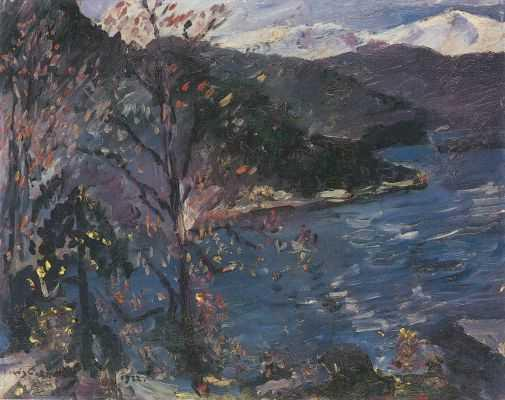
Lovis Corinth "Walchensee jesienią"

Ismar Littmann był patronem życia kulturalnego we Wrocławiu, wspierał młodych artystów oraz finansowo wspierał powstanie Muzeum Żydowskiego oraz działalność Towarzystwa Przyjaciół Sztuk Pięknych i organizowanych przez nie wystaw współczesnej sztuki zaangażowanej. Około 200 prac na papierze Ismar Littmann sprzedał w marcu 1932 za pośrednictwem berlińskiego salonu Paula Graupego.
7 kwietnia 1933 naziści odebrali Żydom prawo do wykonywania zawodów związanych z prawem i wymiarem sprawiedliwości, odebrało to wielu ludziom możliwość zarobkowania oraz społeczną i polityczną marginalizację. Ismar Littmann przeżył głębokie załamanie psychiczne w wyniku którego popełnił w 1934 samobójstwo, kolekcja liczyła wówczas 347 obrazów oraz 5814 grafik.

### Sprzedaż i zaginięcie obrazów
Po śmierci Littmanna wdowa po nim Kathe Littmann pozostała bez środków do życia, aby utrzymać rodzinę podjęła decyzję o sprzedaży 156 obrazów, których sprzedażą miał się zająć berliński dom aukcyjny Maxa Perla. Kolejne 44 obrazy powierzyła do sprzedaży Breslauer Bank, ale dwa dni przed aukcją Gestapo skonfiskowało znajdujące się w magazynach 64 prace, w tym 18 z kolekcji Littmanna. Jako powód podano ich rzekomo pornograficzny charakter, przez co kwalifikowały się do kategorii sztuki zdegenerowanej. Pozostałe 182 obrazy z kolekcji zostały wystawione na aukcjach zorganizowanych 26 i 27 lutego 1935, ale w przeważającej części nie zostały sprzedane. Miejsce ich dalszego pobytu pozostało nieznane. 
Zarekwirowane 64 obrazy zostały przekazane do Galerii Narodowej w Berlinie, gdzie zostały poddane przeglądowi, część z nich miała stanowić rezerwę dla ekspozycji  prezentowanej na wystawie sztuki zdegenerowanej. Eberhard Hanfstaengl wybrał 4 obrazy i 14 akwareli, wszystkie z kolekcji Ismara Littmanna. Pozostałe prace zostały spalone w piecu systemu grzewczego berlińskiego Kronprinzenpalais. Podczas przeglądu magazynów Galerii Narodowej w 1937 potwierdzono, że znajdowały się tam cztery obrazy z kolekcji Ismara Littmanna, które wcześniej wystawiano jako sztukę zdegenerowaną w Berlinie i Monachium, następnie zostały sprzedane.

### Restytucja
Od 1960 spadkobiercy Ismara Littmanna prowadzą działania metodą naprawienia szkody w celu zadośćuczynienia oraz zwrotu zachowanych dzieł sztuki. W 1961 doszło do pierwszego, częściowego rozliczenia poprzez wypłacenie 32000 marek niemieckich będących równowartością sześciu obrazów. W 1965 wypłacono 12000 marek niemieckich, jako zapłatę za 117 obrazów. Na początku lat 90. XX wieku odkryto miejsce pobytu części kolekcji, od tego czasu rozpoczęto intensywne poszukiwania w celu odnalezienia pozostałych obrazów, które przetrwały II wojnę światową. 
9 grudnia 1999 została podpisana Deklaracja Waszyngtońska będąca deklaracją rządu federalnego, krajów i organizacji międzynarodowych w zakresie wykrywania i zwrotu skonfiskowanych przez nazistów dóbr kultury, a zwłaszcza mienia żydowskiego. W oparciu o nią spadkobiercy Ismara Littmanna zgłosili roszczenie o zwrot sześciu obrazów i grafik. Od tego żądania odwołało się Lehmbruck-Muzeum w Duisburgu, posiadające jedną pracę. Ustalono również miejsce pobytu kolejnych siedem prac, jednocześnie stwierdzono, że z kolekcji liczącej 6000 obrazów znany jest los tylko 15 z nich.

### Stan obecny
Do czasów współczesnych przetrwały:
- Cztery prace prezentowane podczas wystawy sztuki zdegenerowanej:
  - Otto Mueller: "Chłopiec stojący przed dwoma dziewczętami stojącymi i jedną siedzącą" (rodzina Littmann otrzymała odszkodowanie);
  - Otto Mueller: "Popiersia dwóch nagich kobiet" (obraz zwrócony spadkobiercom Ismara Littmanna);
  - Karl Hofer: "Dwie nagie kobiety siedzące na niebieskich poduszkach" (obraz zwrócony spadkobiercom Ismara Littmanna);
  - Franz Radziwill: "Akt" (miejsce pobytu tej pracy jest nieznane).

- Inne prace zwrócone spadkobiercom: 
  - Lucien Ardon: "Procesja";
  - Alexander Kanoldt: "Olevano";
  - Lovis Corinth: "Portret Charlotte Corinth";
  - Otto Mueller: "Akt kobiecy pod drzewem".

- Praca nie zwrócona spadkobiercom Littmanna:
- Emil Nolde "Ogród bukszpanowy"  (praca znajduje się w Lehmbruck-Museum w Duisburgu).